# Stenodontes damicornis
Stenodontes damicornis là một loài bọ cánh cứng trong họ Cerambycidae.